# Levi Colwill
Levi Lemar Samuels Colwill (Southampton, 26 februari 2003) is een Engels voetballer die doorgaans speelt als centrale verdediger. In augustus 2023 debuteerde hij voor Chelsea. Colwill maakte in 2023 zijn debuut in het Engels voetbalelftal.

## Clubcarrière
Colwill speelde tot zijn achtste voor City Central, waarna hij werd opgenomen in de opleiding van Chelsea. Deze club verhuurde hem in de zomer van 2021 voor een jaar aan Huddersfield Town, uitkomend in het Championship. Hier maakte hij zijn professionele debuut op 1 augustus, toen in de EFL Cup na het nemen van strafschoppen werd gewonnen van Sheffield Wednesday. In de reguliere speeltijd en de verlenging was de stand 0–0 gebleven. Colwill mocht van coach Carlos Corberán in de basisopstelling starten en hij speelde het gehele duel mee.
Zijn eerste doelpunt volgde twintig dagen later, in de competitie. Nadat Josh Koroma zijn ploeg op voorsprong had gezet tegen Sheffield United en Billy Sharp voor de gelijkmaker had gezorgd, tekende Colwill in de blessuretijd voor de winnende 1–2. Aan het einde van het seizoen stond Huddersfield in de finale van de play-offs voor promotie naar de Premier League. Tegen Nottingham Forest was Colwill met een eigen doelpunt echter beslissend voor de nederlaag van zijn team: 0–1.
In de zomer van 2022 werd de verdediger voor de tweede maal verhuurd, nu aan Brighton & Hove Albion. Na zijn terugkeer in de zomer van 2023 werd de verbintenis van Colwill opengebroken en met drie seizoenen verlengd. Vanaf dat moment speelde hij ook een belangrijkere rol in het eerste elftal van Chelsea.

## Clubstatistieken
| Seizoen | Club                     | Competitie     | Competitie | Competitie | Beker | Beker | Internationaal | Internationaal | Totaal | Totaal |
| Seizoen | Club                     | Competitie     | Wed.       | Dlp.       | Wed.  | Dlp.  | Wed.           | Dlp.           | Wed.   | Dlp.   |
| ------- | ------------------------ | -------------- | ---------- | ---------- | ----- | ----- | -------------- | -------------- | ------ | ------ |
| 2020/21 | Chelsea                  | Premier League | 0          | 0          | 0     | 0     | 0              | 0              | 0      | 0      |
| 2021/22 | → Huddersfield Town      | Championship   | 31         | 2          | 1     | 0     | —              | —              | 32     | 2      |
| 2022/23 | → Brighton & Hove Albion | Premier League | 17         | 0          | 5     | 0     | —              | —              | 22     | 0      |
| 2023/24 | Chelsea                  | Premier League | 23         | 1          | 9     | 0     | —              | —              | 32     | 1      |
| 2024/25 | Chelsea                  | Premier League | 29         | 1          | 0     | 0     | 2              | 0              | 31     | 1      |
| Totaal  | Totaal                   | Totaal         | 100        | 4          | 15    | 0     | 2              | 0              | 117    | 4      |

Bijgewerkt op 18 april 2025.

## Interlandcarrière
Colwill maakte zijn debuut in het Engels voetbalelftal op 13 oktober 2023, toen een vriendschappelijke wedstrijd gespeeld werd tegen Australië. Door een doelpunt van Ollie Watkins ging het duel met 1–0 gewonnen. Colwill mocht van bondscoach Gareth Southgate in de basis beginnen en hij speelde de hele wedstrijd mee. De andere Engelse debutant dit duel was Eddie Nketiah (Arsenal).
| Interlands van Levi Colwill voor Engeland | Interlands van Levi Colwill voor Engeland | Interlands van Levi Colwill voor Engeland | Interlands van Levi Colwill voor Engeland | Interlands van Levi Colwill voor Engeland | Interlands van Levi Colwill voor Engeland | Interlands van Levi Colwill voor Engeland |
| №                                         | Datum                                     | Wedstrijd                                 | Uitslag                                   | Competitie                                | Goals                                     |                                           |
| Als speler bij Chelsea                    | Als speler bij Chelsea                    | Als speler bij Chelsea                    | Als speler bij Chelsea                    | Als speler bij Chelsea                    | Als speler bij Chelsea                    | Als speler bij Chelsea                    |
| ----------------------------------------- | ----------------------------------------- | ----------------------------------------- | ----------------------------------------- | ----------------------------------------- | ----------------------------------------- | ----------------------------------------- |
| 1                                         | 13 oktober 2023                           | Engeland – Australië                      | 1 – 0                                     | Vriendschappelijk                         |                                           |                                           |
| 2                                         | 7 september 2024                          | Ierland – Engeland                        | 0 – 2                                     | Nations League 2024/25                    |                                           |                                           |
| 3                                         | 10 september 2024                         | Engeland – Finland                        | 2 – 0                                     | Nations League 2024/25                    |                                           |                                           |
| 4                                         | 10 oktober 2024                           | Engeland – Griekenland                    | 1 – 2                                     | Nations League 2024/25                    |                                           |                                           |

Bijgewerkt op 18 april 2025.

## Erelijst
| EK –21 | 1 | 2023 |